# Waljanzin Mikalajewitsch Jelisareu

Waljanzin Jelisareu

Waljanzin Mikalajewitsch Jelisareu (belarussisch Валянцін Мікалаевіч Елізар’еў; geb. am 30. Oktober 1947 in Baku) ist ein belarussischer Ballettmeister und Choreograf und erhielt 1985 den Ehrentitel Volkskünstler der UdSSR.

## Leben
Jelisareu absolvierte 1967 die Waganowa-Ballettakademie in Leningrad und studierte 1973 Choreographie am Leningrader N.A. Rimski-Korsakov Konservatorium bei Igor D. Belski. 1973 wurde er Chefballettmeister am Nationalen Akademischen Bolschoi Opern- und Ballett Theater der Belarussischen SSR in Minsk.
Das UNESCO-Stipendium 1982 ermöglichte es ihm, eine Probezeit im Bereich der Ballettregie in Paris zu absolvieren. Von 1992 bis 1996 war er künstlerischer Ballettleiter des Bolschoi Opern- und Ballett Theaters in Minsk. Anschließend war er von 1996 bis 2009 Direktor und künstlerischer Leiter des Balletttheaters. Seit 1995 ist er Professor an der Belarussischen Staatlichen Musikakademie.
Seit 1996 ist Jelisareu Mitglied des Europäischen Kulturrates sowie der Internationalen Slawischen Akademie in Moskau. Außerdem ist er seit 1997 Mitglied der Petrowskaja-Akademie der Wissenschaften und Künste in St.-Petersburg. Von 2000 bis 2008 war er Mitglied des Rates der Republik der Nationalversammlung der Republik Belarus.
2018 wurde Jelisareu zum künstlerischen Leiter des Nationalen Akademischen Bolschoi Opern- und Ballett Theater der Republik Belarus ernannt.
Er ist verheiratet mit der Opernregisseurin und Professorin Margarita Isworska-Jelisareua und hat zwei Kinder.

## Werke als Choreograf (Auswahl)

### Ballette am Bolschoi Opern- und Balletttheater Minsk
- 1974: Carmen Suite, Georges Bizet-Rodion Stschedrin
- 1976: Erschaffung der Welt, Andrei Petrow
- 1978: Till Eulenspiegel, Jewgeni Glebow
- 1980: Spartakus, Aram Chatschaturjan
- 1981: Adagietto, Gustav Mahler
- 1982: Der Nussknacker, Peter Tschaikowski
- 1983: Carmina Burana, Carl Orff
- 1984: Boléro, Maurice Ravel
- 1985: Schwanensee, Peter Tschaikowski (Choreograf und künstlerischer Leiter der Inszenierung)
- 1986: Das Frühlingsopfer, Igor Strawinsky
- 1988: Romeo und Julia, Sergei Prokofjew
- 1989: Don Quichotte, Léon Minkus
- 1995: Passions (Rogneda), Andrei Mdiwani
- 1997: Das Frühlingsopfer, Igor Strawinsky
- 1998: Erschaffung der Welt, A. Petrow
- 2001: Dornröschen, Peter Tschaikowski
- 2004: Die Geschichte von Till Eulenspiegel, A. Glebow
- 2007: Fontäne von Bachtschissarai, Boris Assafjew
- 2017: Jubiläumskonzert Ballett als Kunst des Gedanken
- 2017: Spartakus, Aram Chatschaturjan
- 2018: Romeo und Julia, Sergei Prokofjew (Neufassung des Autors)

Choreographische Miniaturen und Einackter
- Kontraste, Rodion Schtschedrin
- Der Weg (Doroga), Samojlow
- Poem, A. Petrow

### Choreographische Werke International
- 1973: Immortalität, A. Petrow (Klassisches Moskauer Ballett, Russland)
- 1974: Klassische Symphonie, Sergei Prokofjew (Klassisches Moskauer Ballett, Russland)
- 1977:  Die Geschichte von Till, A. Glebow (Kirow-Theater, Leningrad)
- 1979: Ballette von Waljanzin Jelisareu: Klassische Symphonie (Sergei Prokofjew), Adagietto (G. Mahler), Carmen Suite (Georges Bizet/Rodion Schtschedrin) (Teatr Wielki (Warschau))
- 1990: Giselle, Adolphe Adam
- 1993: Don Quichotte, L. Minkus  (Süreyya-Opernhaus, Istanbul)
- 1995: Spartakus, A. Chatschaturjan  (Opera Sahnesi, Ankara)
- 2003: La Esmeralda, Cesare Pugni (Theatre NBA Ballet Company, Tokio)
- 2010: Spartakus, A. Chatschaturjan  (Opernhaus Kairo)
- 2011: Don Quichotte, L. Minkus (Japan Ballet Assoziation, Tokio)
- 2013: Schwanensee, P. Tschaikowski  (Japan Ballet Assoziation, Tokio)

## Film- und Fernsehproduktionen
- 1975: „Fantasie“. Film-Ballett nach der Novelle „Frühlingswogen“ von Iwan Turgenew. Musikfragmente von Peter Tschaikowski. Regie A. Efros (Zentrales Fernsehen Moskau)
- 1979: Die Schöpfung. Fernsehfilm, Regie W. Schewelewitsch. (Belorussisches Fernsehen Minsk)
- 1987: Frühling. Rückkehr. Regie A. Kanewski. (Belarusfilm, Minsk)
- 1988: Das Frühlingsopfer. Videofilm (BelVideoCenter, Minsk)
- 1990: Romeo und Julia. Videofilm, Regie N. Lukjanow. (BelVideoCenter, Minsk)
- 1991: Don Quichotte. Videofilm, Regie G. Nikolajew. (BelVideoCenter, Minsk)
- 1992: Bolero. Videofilm, Regie G. Nikolajew. (BelVideoCenter, Minsk)
- 1992: Carmen Suite. Regie G. Nikolajew. (BelVideoCenter, Minsk)
- 1992: Carmina Burana. Videofilm, Regie W. Schewelewitsch. (BelVideoCenter, Minsk)
- 1992: Der Nussknacker. Videofilm, Regie W. Schewelewitsch. (BelVideoCenter, Minsk)
- 1993: Valentinov Tag. Fernsehfilm, Regie W. Schewelewitsch. (BelVideoCenter, Minsk)
- 1993: Spartakus. Videofilm, Regie W. Schewelewitsch. (BelVideoCenter, Minsk)
- 1995: Passions (Rogneda). Videofilm, Regie W. Schewelewitsch. (BelVideoCenter, Minsk)
- 1998: Der Feuervogel. Videofilm. Regie W. Schewelewitsch. (BelVideoCenter, Minsk)
- 2000: Spartakus. Fernsehfilm, Regie W. Schewelewitsch. (BelVideoCenter, Minsk)
- 2001: Arbeit, die Aufsatz heißt. Videofilm, Regie W. Schewelewitsch. (BelVideoCenter, Minsk)
- 2002: Valentin Elizariev. Videofilm, Regie W. Schewelewitsch. (BelVideoCenter, Minsk)
- 2003: Valentin Elizariev als Spiegel der Zeit. Dokumentarchronik, Regie W. Schewelewitsch. (BelVideoCenter, Minsk)
- 2003: Geschichten aus dem Leben des Choreografen. Videofilm (Minsk, TRO Sojus)
- 2003: Ballett, Ballett, Ballett. Zum 70-jährigen Jubiläum des belarussischen Balletts, Dokumentarchronik, Regie W. Schewelewitsch. (BelVideoCenter, Minsk)
- 2008: Schklower Acquaforte. Dokumentarchronik, Regie Juri. Zwetkow. (BelVideoCenter, Minsk)
- 2012: Das belarussische Ballett. Geschichte. Dokumentarischer Spielfilm, Regie O. Lukaschewitsch. (BelVideoCenter, Minsk)
- 2014: Rogneda. Intrige der Pariser Bühne. Fernsehfilm, Regie N. Golubewa und T. Krawtschenko. (Countdown ONT, Minsk)
- 2014: Gesamtinteresse. Sendung Nr. 269 vom 9. Dezember 2014 (zwischenstaatliche TV&Radio Company „MIR“)
- 2017: Panorama mit Aisikowitsch. LLC Cinemania im Auftrag, (TRO Soyuz)
- 2017: Meister und Vorbilder. Der Volkskünstler der UdSSR und Weißrusslands – Waljanzin Jelisareu. (FS-Kanal „Belarus 3“, Minsk)
- 2017: Ballett als Kunst des Gedanken. Dokumentarchronik, Regie O. Lukaschewitsch, A. Aleksejew. (FS-Kanal „Belarus 1“, Minsk)
- 2017: Kammerton. Volkskünstler der UdSSR. (FS-Kanal „Belarus 3“, Minsk)
- 2017: Waljanzin Jelisareu: Gedanken über das Jubiläum, Inspirationen, Gegenwart und Zukunft des Balletts. (FS-Kanal „STV“, Minsk)
- 2019: Theater in Details. Ballett Romeo und Julia. (FS-Kanal „Belarus 3“, Minsk)

## Auszeichnungen und Titel
- Ehrenurkunde des Obersten Sowjets der Litauischen SSR
- Ehrenurkunde des Obersten Sowjets der Belarussischen SSR
- 1972: Ballettmeisterpreis beim All-Unions-Wettbewerb (Moskau)
- 1976: Verdienter Künstler der Belarussischen SSR
- 1979: Volkskünstler der Belarussischen SSR
- 1981: Orden der Völkerfreundschaft (UdSSR)
- 1983: Medaille der Freundschaft (Vietnam)
- 1985: Volkskünstler der UdSSR
- 1993: Preis für beste moderne Choreographie beim 7. Internationalen Ballettwettbewerb am Bolschoi-Theater Moskau
- 1996: Staatspreisträger der Republik Belarus
- 1996: Prix Benois de la danse der International Dance Union
- 1996: Ernennung zum „Mensch des Jahres“ mit der Übergabe des Kunstpreises „Goldene Nefertiti“
- 1997: Francysk-Skaryna-Orden (Belarus)
- 1997: Ehrenzeichen des Kulturministeriums der Republik Belarus für „bedeutenden Beitrag zur Sache der Entwicklung der belarussischen Kultur“
- 1998+2001: Sonderpreis des Präsidenten der Republik Belarus für besondere Leistungen im Bereich der choreographischen Kunst und den Beitrag zur Entwicklung der  internationalen Beziehungen der Republik Belarus
- 2003: Verdienstorden für das Vaterland, 3. Klasse (Belarus)
- 2003: Ehrenzeichen des Kulturministeriums der Republik Belarus für „Beitrag zum Kulturwerk der Republik Belarus“
- 2005: Ehrenzeichen für „Beitrag zum Kulturwerk und Zusammenarbeit mit Russland“
- 2007: Ehrenbürger der Stadt Minsk
- 2007: Verdienstorden für das Vaterland, 2. Klasse (Belarus)[1]
- 2007: Puschkin-Medaille (Russland)[2]
- 2007: Ehrenurkunde des Rates der Republik der Nationalversammlung der Republik Belarus
- 2007: Dankurkunde des Präsidenten der Republik Belarus
- 2008: Medaille „Benedictvs XVI Pont.Max.Anno III“ (Vatikan)
- 2011: Nationaler Theaterpreis (Minsk)
- 2012: Chrustalnaja Paulinka – Grand Prix der Belarussischen Theaterunion
- 2012: Dankurkunde des Ministerpräsidenten der Republik Belarus
- 2016: Five Continents Medal der UNESCO (Paris)
- 2017: Ernennung zum „Mensch des Jahres im Bereich der Kultur“
- 2017–2018: Preisträger des Föderativen Staates auf dem Gebiet der Literatur und darstellenden Künste (Russland-Belarus)